# ВК Про Реко
ВК Про Реко (итал. Associazione Sportiva Pro Recco) је ватерполо клуб из Река, Италија. Основан је 1913. под именом Rari Nantes Enotria, а тренутно се такмичи у Серији А Италије.
Клуб наступа у Серији А од 1954. и освојио је 36 лигашких титула (прву 1959, последњу 2024), 17 пута Куп Италије, 11 пута Куп европских шампиона, 9 пута Суперкуп Европе и једну титулу у Јадранској лиги. Про Реко је једини италијански тим који је освојио „гренд слем“ у ватерполу (првенство Италије, куп Италије, Куп европских шампиона и Суперкуп Европе) и то два пута (2006/07. и 2007/08).

## Трофеји

### Национални
- Серија А Италије : 36

1959, 1960, 1961, 1962, 1964, 1965, 1966, 1967, 1968, 1969, 
 1970, 1971, 1972, 1974, 1978, 1982, 1983, 1984, 2002, 2006,  
2007, 2008, 2009, 2010, 2011, 2012, 2013, 2014, 2015, 2016,   
 2017, 2018, 2019, 2022, 2023, 2024.
- Куп Италије : 17

1974, 2006, 2007, 2008, 2009, 2010, 2011, 2013, 2014, 2015, 
 2016, 2017, 2018, 2019, 2021, 2022, 2023.

### Међународни
- Лига шампиона (Куп шампиона/Евролига) : 11

1965, 1984, 2003, 2007, 2008, 2010, 2012, 2015, 2021,2022, 2023.
- Суперкуп Европе : 9

2003, 2007, 2008, 2010, 2012, 2015, 2021, 2022, 2023.
- Јадранска лига : 1

2012.

### Млађе категорије
- Првенство Италије до 20 година : 4

1962, 1991, 1992, 1995.
- Првенство Италије до 18 година : 1

2021.
- Првенство Италије до 17 година : 8

1956, 1958, 1990, 1992, 1993, 1999, 2003, 2005.
- Првенство Италије до 16 година : 1

2021.
- Првенство Италије до 15 година : 2

1996, 2001.

## Садашњи тим
| - Стефано Темпести - Горан Воларевић - Николо Фигари - Андреа Фондели - Александар Ивовић - Франческо Ди Фулвио - Јакопо Алесијани - Пјетро Фиљоли | - Едоардо Ди Сома - Душан Мандић - Гонзало Оскар Ешенике - Сандро Сукно - Лоренцо Бруни - Матео Аикарди - Мишел Бодегас |

Тренер :  Владимир Вујасиновић

## Познати играчи
| - Франко Лаворатори - Георгиј Мшвениерадзе - Томислав Пашквалин - Марко Д'Алтруи - Хесус Рољан - Стефано Темпести - Тибор Бенедек - Норберт Мадараш - Вања Удовичић - Филип Филиповић - Тамаш Касаш - Владимир Вујасиновић - Данило Икодиновић | - Душко Пијетловић - Дејан Савић - Слободан Никић - Сандро Сукно - Дамир Бурић - Андрија Прлаиновић - Александар Ивовић - Борис Злоковић - Мирко Вичевић - Предраг Јокић - Фелипе Пероне - Гиљермо Молина - Данијел Премуш |